# Trichogalumna seminuda
Trichogalumna seminuda är en kvalsterart som beskrevs av Balogh 1960. Trichogalumna seminuda ingår i släktet Trichogalumna och familjen Galumnidae. Inga underarter finns listade i Catalogue of Life.